# یک چهارشنبه!
یک چهارشنبه! (انگلیسی: A Wednesday!) فیلمی هندی در سبک درام است که در سال ۲۰۰۸ منتشر شد. از بازیگران آن می‌توان به انوپم کهیر، نصیرالدین شاه، جیمی شرگیل و عامر بشیر اشاره کرد.